# زوران وویوویچ
زوران وویوویچ (بوسنیایی: Zoran Vujović؛ زادهٔ ۲۶ اوت ۱۹۵۸) بازیکن سابق و مربی فوتبال اهل بوسنی و هرزگوین است.
از باشگاه‌هایی که در آن بازی کرده‌است می‌توان به باشگاه فوتبال کن، باشگاه فوتبال هایدوک اسپلیت، باشگاه فوتبال ستاره سرخ بلگراد، باشگاه فوتبال نیس، و باشگاه فوتبال بوردو اشاره کرد.
وی همچنین در تیم ملی فوتبال یوگسلاوی بازی کرده‌است.
وی در مسابقات کشوری و بین‌المللی در مجموع برندهٔ ۱ مدال طلا شده‌است.